# Joshua Mees
Joshua Mees (Lebach, Alemania, 15 de abril de 1996) es un futbolista alemán. Juega de delantero y su equipo es el SC Preußen Münster de la 2. Bundesliga alemana.

## Selección nacional
Fue internacional con la selección de Alemania sub-20 en 2015.

## Estadísticas
Actualizado al último partido disputado el 9 de mayo de 2025.
| Club                              | Div.          | Temporada     | Liga  | Liga  | Copas nacionales | Copas nacionales | Otros | Otros | Total | Total |
| Club                              | Div.          | Temporada     | Part. | Goles | Part.            | Goles            | Part. | Goles | Part. | Goles |
| --------------------------------- | ------------- | ------------- | ----- | ----- | ---------------- | ---------------- | ----- | ----- | ----- | ----- |
| TSG 1899 Hoffenheim II · Alemania | 4.ª           | 2015-16       | 4     | 3     | —                | —                | —     | —     | 4     | 3     |
| S. C. Friburgo II · Alemania      | 4.ª           | 2015-16       | 6     | 0     | —                | —                | —     | —     | 6     | 0     |
| S. C. Friburgo II · Alemania      | Total club    | Total club    | 6     | 0     | 0                | 0                | 0     | 0     | 6     | 0     |
| TSG 1899 Hoffenheim II · Alemania | 4.ª           | 2016-17       | 32    | 12    | —                | —                | —     | —     | 32    | 12    |
| TSG 1899 Hoffenheim II · Alemania | Total club    | Total club    | 36    | 15    | 0                | 0                | 0     | 0     | 36    | 15    |
| SSV Jahn Ratisbona · Alemania     | 2.ª           | 2017-18       | 22    | 6     | 2                | 0                | —     | —     | 24    | 6     |
| F. C. Union Berlin · Alemania     | 2.ª           | 2018-19       | 21    | 6     | 0                | 0                | 2     | 0     | 23    | 6     |
| F. C. Union Berlin · Alemania     | 1.ª           | 2019-20       | 15    | 0     | 2                | 2                | —     | —     | 17    | 2     |
| F. C. Union Berlin · Alemania     | 1.ª           | 2020-21       | 1     | 0     | 1                | 0                | —     | —     | 2     | 0     |
| F. C. Union Berlin · Alemania     | Total club    | Total club    | 37    | 6     | 3                | 2                | 2     | 0     | 42    | 8     |
| Holstein Kiel · Alemania          | 2.ª           | 2020-21       | 29    | 3     | 3                | 1                | 2     | 0     | 34    | 4     |
| Holstein Kiel · Alemania          | 2.ª           | 2021-22       | 16    | 4     | 2                | 0                | ―     | ―     | 18    | 4     |
| SSV Jahn Ratisbona · Alemania     | 2.ª           | 2022-23       | 25    | 1     | 2                | 0                | ―     | ―     | 27    | 1     |
| SSV Jahn Ratisbona · Alemania     | Total club    | Total club    | 47    | 7     | 4                | 0                | 0     | 0     | 51    | 7     |
| Holstein Kiel · Alemania          | 2.ª           | 2023-24       | 13    | 1     | 0                | 0                | ―     | ―     | 13    | 1     |
| Holstein Kiel · Alemania          | Total club    | Total club    | 58    | 8     | 5                | 1                | 2     | 0     | 65    | 9     |
| SC Preußen Münster · Alemania     | 2.ª           | 2024-25       | 28    | 9     | 1                | 0                | ―     | ―     | 29    | 9     |
| SC Preußen Münster · Alemania     | Total club    | Total club    | 28    | 9     | 1                | 0                | 0     | 0     | 29    | 9     |
| Total carrera                     | Total carrera | Total carrera | 212   | 45    | 13               | 3                | 4     | 0     | 229   | 48    |
| 1. 2.                             |               |               |       |       |                  |                  |       |       |       |       |

## Palmarés

### Títulos nacionales
| Título        | Club           | País     | Año     |
| ------------- | -------------- | -------- | ------- |
| 2. Bundesliga | S. C. Friburgo | Alemania | 2015-16 |